# Bröderna Wright
Bröderna Wright, Orville, född 19 augusti 1871, död 30 januari 1948, och Wilbur, född 16 april 1867, död 30 maj 1912, var två amerikanska bröder, uppfinnare och flygpionjärer. Den 17 december 1903 genomförde brödraparet de allra första kontrollerade flygningarna med en motordriven flygmaskin, enligt principen "tyngre än luft".

## Biografi

### Bakgrund
Bröderna drev en cykelverkstad i Dayton, Ohio.  De hade under lång tid experimenterat och studerat flygning. De analyserade Otto Lilienthals försök och konstruktioner och kom fram till att det var nödvändigt med en ändring av vingarnas välvning för att få kontroll på farkosten under flygning.

### Glidflygplan
År 1900 byggde de sitt första fullskaliga glidflygplan, som de provflög i Kitty Hawk, North Carolina. Ett dussintal bemannade flygningar genomfördes och uppmuntrade över resultaten återvände de till Dayton för att bygga ett större flygplan. I Dayton konstruerade och byggde de en vindtunnel för att testa olika vingtyper både på monoplan, biplan och triplan. Resultaten visade att de var tvungna att öka förhållandet mellan vingens längd och bredd, samt ge den en mindre uttalad buktning.
Under 1903 genomförde bröderna cirka 1 000 flygningar på Kill Devil Hills med sitt tredje glidflygplan. Resultaten var en fullständig framgång så de var redo för det stora steget, införande av en kraftkälla (motor). Den 14 december samma år gjordes det första försöket med Flyer 1. Eftersom Wilbur var ovan med styrningen lyfte han planet för kraftigt, så att planet störtade nästan omgående. Planet gick sönder men reparerades snabbt.

### Motorflygplan
Den 17 december 1903 vid Kitty Hawk skedde den första lyckade flygningen med motor, med ett flygplan som senare döptes till The Flyer. Orville flög i 12 sekunder och flygsträckan blev 36,5 meter. Wilbur genomförde den andra flygningen som varade 11 sekunder med tillryggalagda 53 meter. Ytterligare två flygningar genomfördes denna dag, men proven fick avbrytas eftersom en vindby fångade upp planet och vände det över ända. Motorn som de använde vid de första flygningarna var en 4-cylindrig vattenkyld rak motor på 16 hästkrafter vid 1200 varv/min.

## Andra flygpionjärer
Clément Ader lyckades redan 1890 att få en bemannad motordriven maskin att lyfta från marken, men utan tillräcklig kontroll för att räknas som faktisk flygning.
Det har på senare tid hävdats att Gustave Whitehead flög redan 1901. Enligt andra källor skall nyzeeländaren Richard Pearse ha genomfört en lyckad flygning redan den 31 mars 1903. Inget av dessa påståenden är dock historiskt bekräftade.

## Bilder

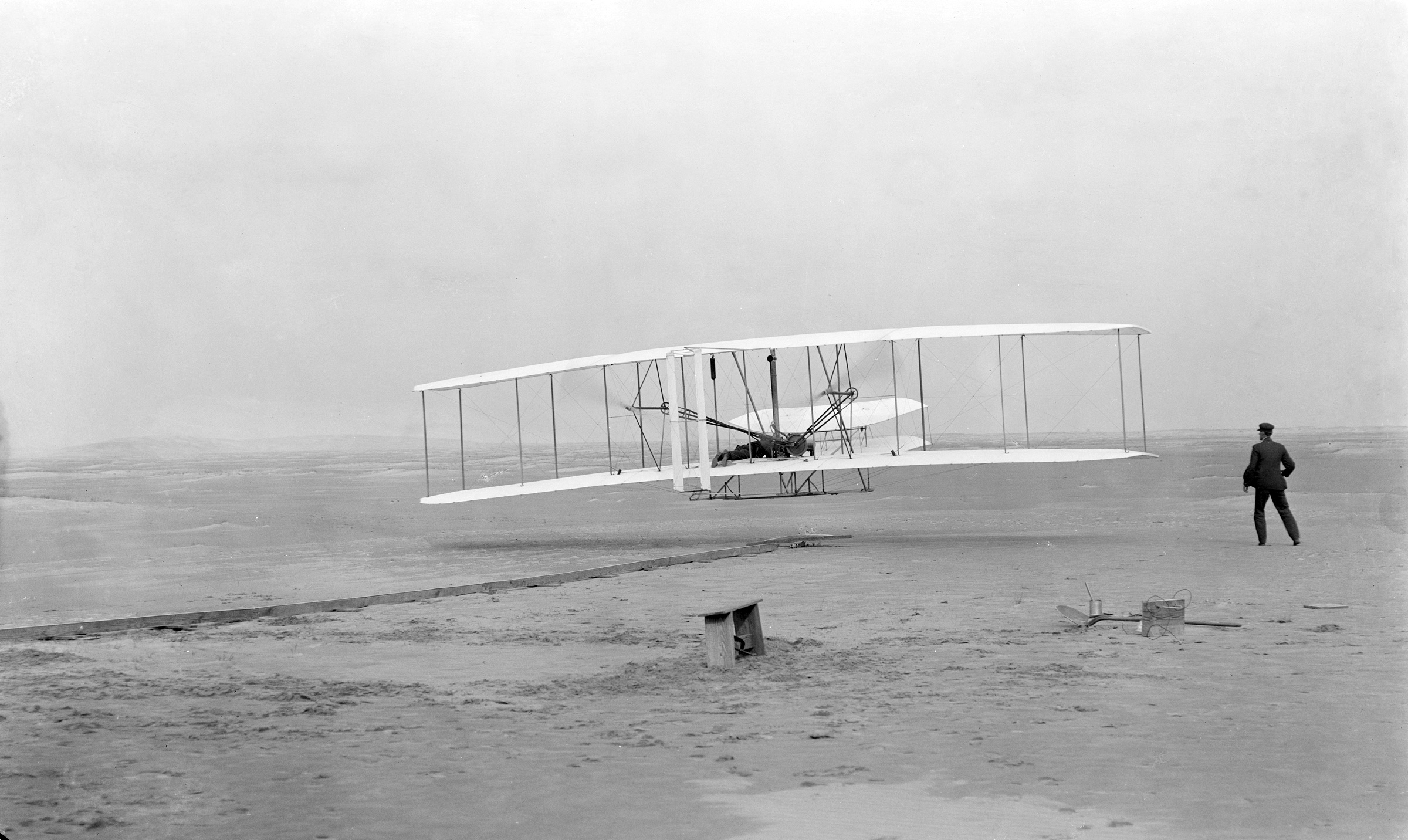
Tidigt flygförsök.
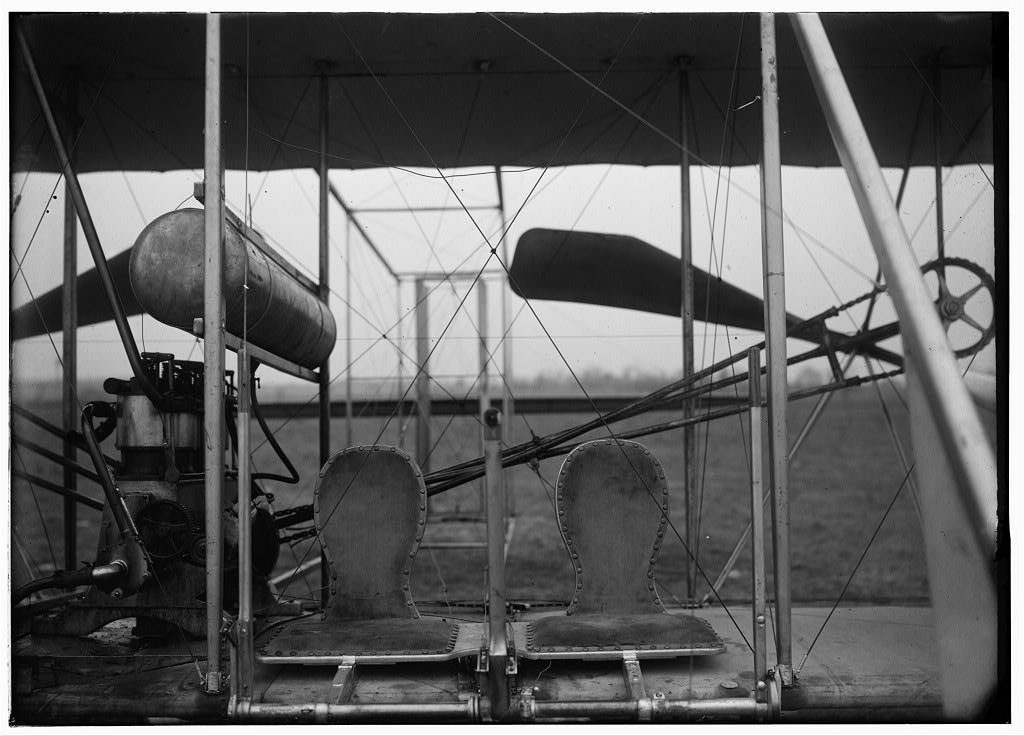
Bröderna Wrights flygplan.
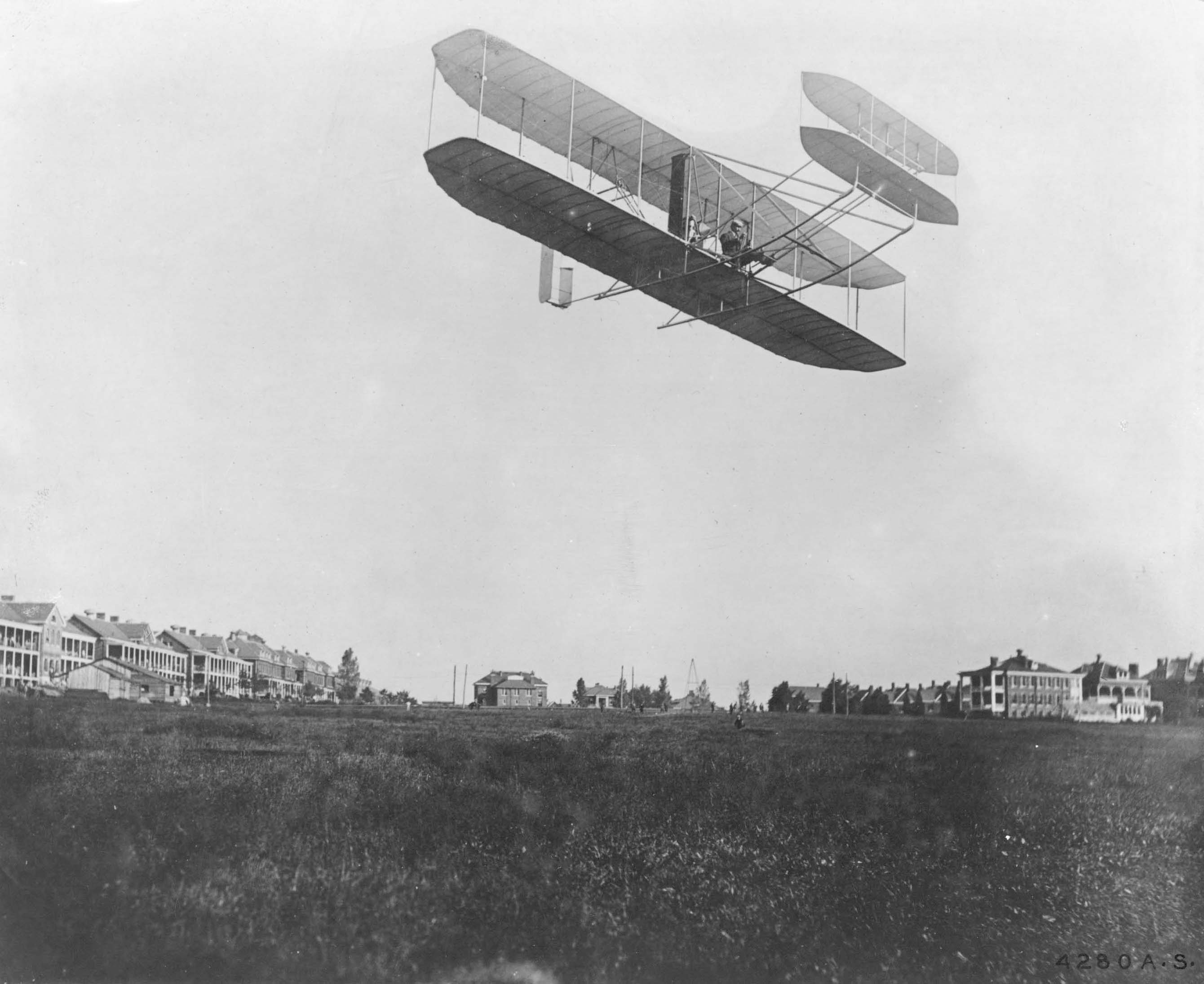
Demonstrationsflygning för USA:s armé den 17 september 1908.